# امیل والدتویفل (دوچرخه‌سوار)
امیل والدتویفل (انگلیسی: Emile Waldteufel؛ زادهٔ ۳ دسامبر ۱۹۴۴) دوچرخه‌سوار اهل ایالات متحده آمریکا است. وی در بازی‌های المپیک تابستانی ۱۹۷۲ شرکت کرده است.